# 彭鶴林
彭 鶴林（ほう かくりん、1185年 - ?）は、南宋の道士。名は耜、字は季益。福州福清県三山の人。鶴林に隠居したため、彭鶴林と呼ばれた。

## 生涯
幼い頃から武道を学ぶ。その後道教に入門し、金丹派の重要人物となる。全真教の南七真の一人として奉られている。また、白玉蟾（海瓊玉蟾先生）の学生である。白玉蟾は嘗て鶴林に請われて臨安から福州に向かったことがある。
白玉蟾の『鶴林靖銘』によると、彭鶴林は、乙巳年（西暦1185年）の生まれである。若いとき、ある洞窟の中に宮殿がある夢を見て、その宮殿の扁額に「鶴林」と書いてあった。その「鶴林」の夢で悟り、仙道を求める心を決めた。

## 著作
- 『道閫元枢歌』
- 『鶴林賦』
- 『鶴林法語』[2]